# When I Grow up (canción de Garbage)
«When I Grow Up» es el cuarto sencillo del disco de  Version 2.0, que fue lanzado simultáneamente con el sencillo de The Trick is To Keep Breathing para publicitar la gira europea de la banda.
Fue incluida en la banda de sonido de la película Un papá genial protagonizada por Adam Sandler. En Europa fue lanzada en enero de 1999, y se transformó en el quinto Top Ten de la banda en Reino Unido (#9). En Australia fue lanzado en agosto.
Los remixes estuvieron a cargo del DJ Danny Tenaglia. Sin embargo, algunas radios estadounidenses hicieron remixes especiales, para lo que cambiaron un poco la letra.

## Posicionamiento
| Año  | Sencillo         | Listas                          | Posición |
| 1999 | «When I Grow Up» | Australian ARIA Singles Chart   | 22       |
| 1999 | «When I Grow Up» | New Zealand RIANZ Singles Chart | 24       |
| 1999 | «When I Grow Up» | UK Singles Chart                | 9        |
| 1999 | «When I Grow Up» | Ireland IRMA Singles Chart      | 28       |
| 1999 | «When I Grow Up» | US Hot Modern Rock Tracks       | 23       |
| 1999 | «When I Grow Up» | US Hot Dance Music/Club Play    | 4        |